# Serie Mundial de 1940
La Serie Mundial de 1940 fue disputada entre Cincinnati Reds y Detroit Tigers.
Los Cincinnati Reds resultaron ganadores al vencer en la serie por 4 partidos a 3.

## Desarrollo

### Juego 1
| Equipo     | 1 | 2 | 3 | 4 | 5 | 6 | 7 | 8 | 9 | C | H  | E |
| ---------- | - | - | - | - | - | - | - | - | - | - | -- | - |
| Detroit    | 0 | 5 | 0 | 0 | 2 | 0 | 0 | 0 | 0 | 7 | 10 | 1 |
| Cincinnati | 0 | 0 | 0 | 1 | 0 | 0 | 0 | 1 | 0 | 2 | 8  | 3 |

LG: Bobo Newsom (1–0)  LP: Paul Derringer (0–1)  
HRs:  DET – Bruce Campbell (1)

### Juego 2
| Equipo     | 1 | 2 | 3 | 4 | 5 | 6 | 7 | 8 | 9 | C | H | E |
| ---------- | - | - | - | - | - | - | - | - | - | - | - | - |
| Detroit    | 2 | 0 | 0 | 0 | 0 | 1 | 0 | 0 | 0 | 3 | 3 | 1 |
| Cincinnati | 0 | 2 | 2 | 1 | 0 | 0 | 0 | 0 | X | 5 | 9 | 0 |

LG: Bucky Walters (1–0)  LP: Schoolboy Rowe (0–1)  
HRs:  CIN – Jimmy Ripple (1)

### Juego 3
| Equipo     | 1 | 2 | 3 | 4 | 5 | 6 | 7 | 8 | 9 | C | H  | E |
| ---------- | - | - | - | - | - | - | - | - | - | - | -- | - |
| Cincinnati | 1 | 0 | 0 | 0 | 0 | 0 | 0 | 1 | 2 | 4 | 10 | 1 |
| Detroit    | 0 | 0 | 0 | 1 | 0 | 0 | 4 | 2 | X | 7 | 13 | 1 |

LG: Tommy Bridges (1–0)  LP: Jim Turner (0–1)  
HRs:  DET – Rudy York (1), Pinky Higgins (1)

### Juego 4
| Equipo     | 1 | 2 | 3 | 4 | 5 | 6 | 7 | 8 | 9 | C | H  | E |
| ---------- | - | - | - | - | - | - | - | - | - | - | -- | - |
| Cincinnati | 2 | 0 | 1 | 1 | 0 | 0 | 0 | 1 | 0 | 5 | 11 | 1 |
| Detroit    | 0 | 0 | 1 | 0 | 0 | 1 | 0 | 0 | 0 | 2 | 5  | 1 |

LG: Paul Derringer (1–1)  LP: Dizzy Trout (0–1)  

### Juego 5
| Equipo     | 1 | 2 | 3 | 4 | 5 | 6 | 7 | 8 | 9 | C | H  | E |
| ---------- | - | - | - | - | - | - | - | - | - | - | -- | - |
| Cincinnati | 0 | 0 | 0 | 0 | 0 | 0 | 0 | 0 | 0 | 0 | 3  | 0 |
| Detroit    | 0 | 0 | 3 | 4 | 0 | 0 | 0 | 1 | X | 8 | 13 | 0 |

LG: Bobo Newsom (2–0)  LP: Junior Thompson (0–1)  
HRs:  DET – Hank Greenberg (1)

### Juego 6
| Equipo     | 1 | 2 | 3 | 4 | 5 | 6 | 7 | 8 | 9 | C | H  | E |
| ---------- | - | - | - | - | - | - | - | - | - | - | -- | - |
| Detroit    | 0 | 0 | 0 | 0 | 0 | 0 | 0 | 0 | 0 | 0 | 5  | 0 |
| Cincinnati | 2 | 0 | 0 | 0 | 0 | 1 | 0 | 1 | X | 4 | 10 | 2 |

LG: Bucky Walters (2–0)  LP: Schoolboy Rowe (0–2)  
HRs:  CIN – Bucky Walters (1)

### Juego 7
| Equipo     | 1 | 2 | 3 | 4 | 5 | 6 | 7 | 8 | 9 | C | H | E |
| ---------- | - | - | - | - | - | - | - | - | - | - | - | - |
| Detroit    | 0 | 0 | 1 | 0 | 0 | 0 | 0 | 0 | 0 | 1 | 7 | 0 |
| Cincinnati | 0 | 0 | 0 | 0 | 0 | 0 | 2 | 0 | X | 2 | 7 | 1 |

LG: Paul Derringer (2–1)  LP: Bobo Newsom (2–1)  

|                                                         |
| Campeón de las Grandes Ligas Cincinnati Reds 2.º título |